# Grupero

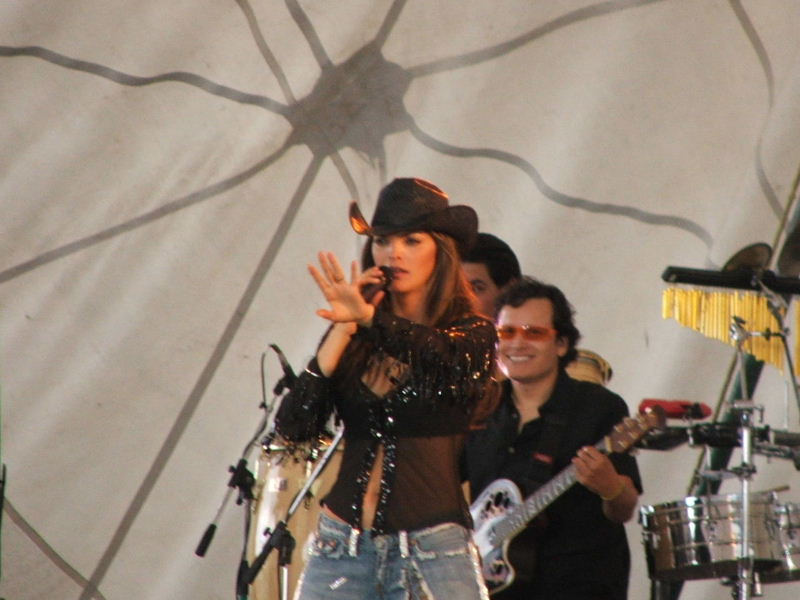
Ana Bárbara, cantora de música grupera, se apresentando em Puebla, México.

Gênero grupero ou música grupera (ou ainda onda grupera) é o nome que se conhece uma diversidade de gêneros musicais regionais mexicanos (música nortenha, ranchera, etc.) assim como alguns ritmos caribenhos, como a cumbia colombiana, balada romântica, salsa, música tropical e, em alguns casos, híbridos musicais destes estilos misturados com música eletrônica, a exemplo do Tex-Mex e o Trival. O gênero atingiu o auge de sua popularidade na década de 1980, especialmente em áreas rurais do México.
Tem raízes nos grupos de rock dos anos 60, mas hoje geralmente consiste em cinco ou menos músicos usando guitarras elétricas, teclados e bateria. Entre os artistas deste gênero estão incluidos Yonics, Los Humildes, La Migra, Los Caminantes, Limite, Ana Bárbara, Joan Sebastian, Los Temerarios, Grupo Bryndis, Marco Antonio Solís, Myriam, Bronco entre outros.
A música grupera aumentou em popularidade nos anos 90 e tornou-se comercialmente viável, e agora é reconhecida em algumas cerimônias de prêmios de música latinos como Lo Nuestro e The Latin Grammy Awards.